# NK Vuka Razbojište
NK Vuka je nogometni klub iz Razbojišta u općini Podgorač nedaleko Našica u Osječko-baranjskoj županiji.
NK Vuka je član Nogometnog središta Našice te Nogometnog saveza Osječko-baranjske županije. Klub ima samo seniorsku ekipu u natjecanju.
NK Vuka osnovan je 1977.
Klub se natječe u 3. ŽNL Liga NS Našice.

## Vanjske poveznice
- http://www.nogos.info/  Arhivirana inačica izvorne stranice od 22. svibnja 2016. (Wayback Machine)